# Rhopalomyia producticeps
Rhopalomyia producticeps is een muggensoort uit de familie van de galmuggen (Cecidomyiidae). De wetenschappelijke naam van de soort is voor het eerst geldig gepubliceerd in 1912 door Kieffer.